# 1859年
1859年（1859 ねん）は、西暦（グレゴリオ暦）による、土曜日から始まる平年。

## 他の紀年法
- 干支：己未
- 日本（天保暦）
  - 安政5年11月28日 - 安政6年12月8日
  - 皇紀2519年
- 清
  - 咸豊8年11月28日 - 咸豊9年12月8日
- 朝鮮

  - 李氏朝鮮 : 哲宗10年
  - 檀紀4192年
- 阮朝（ベトナム）
  - 嗣徳12年
- 仏滅紀元：2401年 - 2402年
- イスラム暦：1275年5月26日 - 1276年6月6日
- ユダヤ暦：5619年4月25日 - 5620年4月5日
- 修正ユリウス日(MJD)：45 - 409
- リリウス日(LD)：100886 - 101250

※皇紀は、太陽暦採用と共に1873年に施行された。

※檀紀は、大韓民国で1948年9月25日に法的根拠を与えられたが、1961年年号廃止の法令を制定に伴い、1962年1月1日からは公式な場での使用禁止。

## カレンダー
| 1月 |    |    |    |    |    |    |
| 日  | 月 | 火 | 水 | 木 | 金 | 土 |
|     |    |    |    |    |    | 1  |
| 2   | 3  | 4  | 5  | 6  | 7  | 8  |
| 9   | 10 | 11 | 12 | 13 | 14 | 15 |
| 16  | 17 | 18 | 19 | 20 | 21 | 22 |
| 23  | 24 | 25 | 26 | 27 | 28 | 29 |
| 30  | 31 |    |    |    |    |    |
|     |    |    |    |    |    |    |

| 2月 |    |    |    |    |    |    |
| 日  | 月 | 火 | 水 | 木 | 金 | 土 |
|     |    | 1  | 2  | 3  | 4  | 5  |
| 6   | 7  | 8  | 9  | 10 | 11 | 12 |
| 13  | 14 | 15 | 16 | 17 | 18 | 19 |
| 20  | 21 | 22 | 23 | 24 | 25 | 26 |
| 27  | 28 |    |    |    |    |    |
|     |    |    |    |    |    |    |

| 3月 |    |    |    |    |    |    |
| 日  | 月 | 火 | 水 | 木 | 金 | 土 |
|     |    | 1  | 2  | 3  | 4  | 5  |
| 6   | 7  | 8  | 9  | 10 | 11 | 12 |
| 13  | 14 | 15 | 16 | 17 | 18 | 19 |
| 20  | 21 | 22 | 23 | 24 | 25 | 26 |
| 27  | 28 | 29 | 30 | 31 |    |    |
|     |    |    |    |    |    |    |

| 4月 |    |    |    |    |    |    |
| 日  | 月 | 火 | 水 | 木 | 金 | 土 |
|     |    |    |    |    | 1  | 2  |
| 3   | 4  | 5  | 6  | 7  | 8  | 9  |
| 10  | 11 | 12 | 13 | 14 | 15 | 16 |
| 17  | 18 | 19 | 20 | 21 | 22 | 23 |
| 24  | 25 | 26 | 27 | 28 | 29 | 30 |
|     |    |    |    |    |    |    |

| 5月 |    |    |    |    |    |    |
| 日  | 月 | 火 | 水 | 木 | 金 | 土 |
| 1   | 2  | 3  | 4  | 5  | 6  | 7  |
| 8   | 9  | 10 | 11 | 12 | 13 | 14 |
| 15  | 16 | 17 | 18 | 19 | 20 | 21 |
| 22  | 23 | 24 | 25 | 26 | 27 | 28 |
| 29  | 30 | 31 |    |    |    |    |
|     |    |    |    |    |    |    |

| 6月 |    |    |    |    |    |    |
| 日  | 月 | 火 | 水 | 木 | 金 | 土 |
|     |    |    | 1  | 2  | 3  | 4  |
| 5   | 6  | 7  | 8  | 9  | 10 | 11 |
| 12  | 13 | 14 | 15 | 16 | 17 | 18 |
| 19  | 20 | 21 | 22 | 23 | 24 | 25 |
| 26  | 27 | 28 | 29 | 30 |    |    |
|     |    |    |    |    |    |    |

| 7月 |    |    |    |    |    |    |
| 日  | 月 | 火 | 水 | 木 | 金 | 土 |
|     |    |    |    |    | 1  | 2  |
| 3   | 4  | 5  | 6  | 7  | 8  | 9  |
| 10  | 11 | 12 | 13 | 14 | 15 | 16 |
| 17  | 18 | 19 | 20 | 21 | 22 | 23 |
| 24  | 25 | 26 | 27 | 28 | 29 | 30 |
| 31  |    |    |    |    |    |    |
|     |    |    |    |    |    |    |

| 8月 |    |    |    |    |    |    |
| 日  | 月 | 火 | 水 | 木 | 金 | 土 |
|     | 1  | 2  | 3  | 4  | 5  | 6  |
| 7   | 8  | 9  | 10 | 11 | 12 | 13 |
| 14  | 15 | 16 | 17 | 18 | 19 | 20 |
| 21  | 22 | 23 | 24 | 25 | 26 | 27 |
| 28  | 29 | 30 | 31 |    |    |    |
|     |    |    |    |    |    |    |

| 9月 |    |    |    |    |    |    |
| 日  | 月 | 火 | 水 | 木 | 金 | 土 |
|     |    |    |    | 1  | 2  | 3  |
| 4   | 5  | 6  | 7  | 8  | 9  | 10 |
| 11  | 12 | 13 | 14 | 15 | 16 | 17 |
| 18  | 19 | 20 | 21 | 22 | 23 | 24 |
| 25  | 26 | 27 | 28 | 29 | 30 |    |
|     |    |    |    |    |    |    |

| 10月 |    |    |    |    |    |    |
| 日   | 月 | 火 | 水 | 木 | 金 | 土 |
|      |    |    |    |    |    | 1  |
| 2    | 3  | 4  | 5  | 6  | 7  | 8  |
| 9    | 10 | 11 | 12 | 13 | 14 | 15 |
| 16   | 17 | 18 | 19 | 20 | 21 | 22 |
| 23   | 24 | 25 | 26 | 27 | 28 | 29 |
| 30   | 31 |    |    |    |    |    |
|      |    |    |    |    |    |    |

| 11月 |    |    |    |    |    |    |
| 日   | 月 | 火 | 水 | 木 | 金 | 土 |
|      |    | 1  | 2  | 3  | 4  | 5  |
| 6    | 7  | 8  | 9  | 10 | 11 | 12 |
| 13   | 14 | 15 | 16 | 17 | 18 | 19 |
| 20   | 21 | 22 | 23 | 24 | 25 | 26 |
| 27   | 28 | 29 | 30 |    |    |    |
|      |    |    |    |    |    |    |

| 12月 |    |    |    |    |    |    |
| 日   | 月 | 火 | 水 | 木 | 金 | 土 |
|      |    |    |    | 1  | 2  | 3  |
| 4    | 5  | 6  | 7  | 8  | 9  | 10 |
| 11   | 12 | 13 | 14 | 15 | 16 | 17 |
| 18   | 19 | 20 | 21 | 22 | 23 | 24 |
| 25   | 26 | 27 | 28 | 29 | 30 | 31 |
|      |    |    |    |    |    |    |

## できごと

### 1月
- 1月22日 -ブラームスピアノ協奏曲第1番初演（ハノーファー）[要出典]
- 1月24日 - ワラキア・モルダヴィア両国がアレクサンドル・ヨアン・クザによりルーマニアという名で統一（ルーマニア公国，正式な統一は1918年12月1日）

### 2月
- 2月16日 - フランスでイ音（中央ハの上）を435 Hzとする法律成立: 音律に関する初めての標準
- 2月14日 - 米国でオレゴンが33番目に州となる

### 3月
- 3月9日 - 第二次イタリア独立戦争: サルデーニャ王国が軍を動員
- 3月19日 - シャルル・グノー歌劇「ファウスト」初演（パリ）
- 3月19日 - スコットランド国立美術館開館

### 4月
- 4月25日 - スエズ運河起工（1869年完成）
- 4月26日 - 第二次イタリア独立戦争: ジュゼッペ・ガリバルディのアルプス猟兵隊がヴァレーゼでオーストリア軍と対峙
- 4月28日-5月18日 イギリスで解散総選挙（英語版）。少数与党保守党が議席伸ばす。
- 4月29日 - 第二次イタリア独立戦争: 墺軍がティチーノ川を渡河し戦争勃発
- 4月30日 - チャールズ・ディケンズ『二都物語』連載開始（11月26日完結）

### 5月
- 5月2日 - 英国でコーンウォールとデヴォン州を結ぶロイヤルアルバート橋開通
- 5月5日 - ブラジル・ベネズエラ国境条約調印
- 5月21日（安政6年4月19日） - 安政の大獄: 吉田松陰の江戸送致が長州藩に下達される
- 5月30日 - 第二次イタリア独立戦争: パレストロの戦い

### 6月
- 6月4日 - 第二次イタリア独立戦争: マジェンタの戦い
- 6月6日 - ウィリシズ・ルームズ（英語版）でラッセル派ホイッグ、パーマストン派ホイッグ、ピール派、急進派（英語版）の議員が会合し、イギリス自由党が結成される。
- 6月10日 - イギリス議会で自由党が内閣不信任案を可決させ、ダービー伯爵内閣総辞職不可避に。
- 6月12日 - 米国ネヴァダでコムストック銀山(Comstock Silver Lode)発見
- 6月15日 - サンフアン諸島で英米両国が衝突（ブタ戦争）
- 6月17日 - イギリスで第2次パーマストン子爵内閣（自由党政権）成立
- 6月24日 - 第二次イタリア独立戦争: ソルフェリーノの戦い
- 6月30日
  - （安政6年6月1日） - 東海道と開港場（横浜）を結ぶ横浜道が完成
  - フランス人の軽業師シャルル・ブロンダンがナイアガラ川を綱渡りで横断した。[1]
- 英国初代駐日総領事オールコックが江戸に着任

### 7月
- 7月1日（安政6年6月2日）
  - 横浜港正式開港、外国人居留地設置
  - 米国で初の大学対抗野球試合（アマースト大学対ウィリアムズ大学）
- 7月8日
  - 第二次イタリア独立戦争: 休戦協定締結
  - スウェーデン＝ノルウェー王オスカル1世死去: カール15世（ノルウェー王としてはカール4世）即位

### 9月
- 9月1日 - リチャード・キャリントンが初めて太陽フレアを観測（1859年の太陽嵐）大規模磁気嵐発生（ - 9月2日）（オーロラがキューバでも観測、電信途絶）
- 9月6日（安政6年8月10日） - 仏国初代駐日総領事ベルクールが江戸に着任
- 9月7日 - 英国でビッグ・ベン運用開始
- 9月25日(安政6年8月29日） - 安政の大獄: 徳川慶喜が隠居謹慎に処さる

### 10月
- 10月4日（安政6年9月9日） - 英貿易商トーマス・ブレーク・グラバーが長崎に来航
- 10月16日 - 米国でジョン・ブラウンが奴隷制度廃止運動として反乱を起す（ハーパーズ・フェリー蜂起事件）
- 10月18日 - 米国でロバート・E・リー中佐率いる海兵隊がジョン・ブラウン以下を鎮圧
- 10月22日 - スペイン＝モロッコ戦争: スペインがモロッコに宣戦布告

### 11月
- 11月1日（安政6年10月7日） - 安政の大獄: 橋本左内・頼三樹三郎らが斬首刑に処さる
- 11月10日 - 第二次イタリア独立戦争: チューリッヒ条約調印により終結
- 11月21日（安政6年10月27日） - 安政の大獄: 吉田松陰が斬首刑に処さる
- 11月24日
  - チャールズ・ダーウィン『種の起源』刊行（即日完売）
  - 仏海軍戦艦ラ・グロワール進水（初の外洋航行可能な甲鉄戦艦）

### 12月
- 12月2日 - 米国でジョン・ブラウンが絞首刑に処さる

### 日付不詳
- ベルンハルト・リーマンがリーマン予想を提示
- ジョン・スチュアート・ミル『自由論』発表

## 誕生
- 1月6日 - サミュエル・アレクサンダー、イギリスの哲学者（+ 1938年）
- 1月17日（安政5年12月14日） - 小金井良精、解剖学者・人類学者（+ 1944年）
- 1月20日 - トニー・マレーン、元メジャーリーガー（+ 1944年）
- 1月27日 - ヴィルヘルム2世、ドイツ皇帝（+ 1941年）
- 2月1日 - ヴィクター・ハーバート、音楽家（+ 1924年）
- 2月9日（安政6年1月7日） - 秋山好古、陸軍軍人（+ 1930年）
- 2月22日 - ヨゼフ・ボフスラフ・フェルステル、作曲家（+ 1951年）
- 2月22日（安政6年1月20日）- 妻木頼黄、建築家（+ 1916年）
- 3月2日 - ショーレム・アレイヘム、劇作家・小説家・ジャーナリスト（+ 1916年）
- 3月8日 - ケネス・グレアム、児童文学作家（+ 1932年）
- 3月26日 - アルフレッド・エドワード・ハウスマン、詩人・批評家（+ 1936年）
- 3月30日 - 薩鎮氷、清末民初の軍人・政治家 (+ 1952年)
- 4月5日 - エド・アンドリュース、メジャーリーガー（+ 1934年）
- 4月8日 - エトムント・フッサール、オーストリアの数学者・哲学者（+ 1938年）
- 4月8日 - レディ・ボールドウィン、メジャーリーガー（+ 1937年）
- 5月15日 - ピエール・キュリー、物理学者（+ 1906年）
- 5月21日 - フレッド・ダンラップ、メジャーリーガー（+ 1902年）
- 5月22日 - アーサー・コナン・ドイル、作家（+ 1930年）
- 6月19日（安政6年5月19日） - 野崎廣太、財界人・茶人（+ 1941年）
- 6月22日（安政6年5月22日） - 坪内逍遥、作家（+ 1935年）
- 7月4日 - ミッキー・ウェルチ、メジャーリーガー（+ 1941年）
- 7月11日（安政6年6月12日） - 下瀬雅允、発明家・海軍技師（+ 1911年）
- 7月14日 - ヴィリー・ヘス、ヴァイオリニスト（+ 1939年）
- 7月19日 - ホレイス・グラント・アンダーウッド、宣教師・言語学者・教育者（+ 1916年）
- 8月6日 - アルフレート・ヘットナー、地理学者（+ 1941年）
- 8月10日 - ラリー・コーコラン、メジャーリーガー（+ 1891年）
- 8月15日 - チャールズ・コミスキー、メジャーリーガー（+ 1931年）
- 9月13日（安政6年8月17日） - 響舛市太郎、大相撲力士・関脇（+ 1903年）
- 9月16日（咸豊9年8月20日）- 袁世凱、軍人・政治家（+ 1916年）
- 9月24日 - ユリウス・クレンゲル、チェリスト（+ 1933年）
- 9月29日 - デーブ・オル、メジャーリーガー（+ 1915年）
- 10月9日 - アルフレド・ドレフュス、軍人・ドレフュス事件中心人物（+ 1935年）
- 10月13日（安政6年9月18日） - 片岡直温、実業家・政治家（+ 1934年）
- 10月17日 - バック・ユーイング、メジャーリーガー（+ 1906年）
- 10月18日 - アンリ・ベルクソン、フランスの哲学者（+ 1941年）
- 10月20日 - ジョン・デューイ、教育学者・哲学者（+ 1952年）
- 10月26日 - アルトゥール・フリードハイム、音楽家（+ 1932年）
- 10月26日 - フランク・セレー、メジャーリーグ監督（+ 1909年）
- 11月10日 - テオフィル・アレクサンドル・スタンラン、画家・版画家（+ 1923年）
- 11月18日 - 鈴木政吉、鈴木バイオリン創業者（+ 1944年）
- 11月19日 - ミハイル・イッポリトフ＝イワノフ、作曲家・指揮者（+ 1935年）
- 11月23日 - ビリー・ザ・キッド、ガンマン（+ 1881年）
- 11月29日 - キャス・ギルバート、建築家（+ 1934年）
- 11月29日（安政6年11月6日） - 乃木静子、乃木希典の妻（+ 1912年）
- 11月30日 - セルゲイ・リャプノフ、作曲家（+ 1924年）
- 12月2日 - ジョルジュ・スーラ、画家（+ 1891年）
- 12月15日 - ルドヴィコ・ザメンホフ、言語学者・エスペラント考案者（+ 1917年）
- 12月17日 - ビル・ハッチソン、メジャーリーガー（+ 1926年）
- 12月26日（安政6年12月3日） - 片山潜、労働運動家・社会主義者・思想家（+ 1933年）
- 玉水嘉一(民権活動家)

## 死去
- 1月28日（安政5年12月25日） - 岡部長慎、和泉岸和田藩の第9代藩主（* 1787年）
- 2月5日 - フェルディナンド2世、両シチリア王国国王（* 1810年）
- 4月14日 - ジョージ・ビブ、政治家・第17代アメリカ合衆国財務長官（* 1776年）
- 4月16日 - アレクシス・ド・トクヴィル、政治思想家（* 1805年）
- 5月6日 - アレクサンダー・フォン・フンボルト、博物学者・探検家・地理学者（* 1769年）
- 6月11日 - クレメンス・メッテルニヒ、政治家（* 1773年）
- 7月8日 - オスカル1世、スウェーデン・ノルウェー国王（* 1799年）
- 7月30日 - リチャード・ラッシュ、政治家・第8代アメリカ合衆国財務長官（* 1780年）
- 8月2日 - ホーレス・マン、教育改革者（* 1796年）
- 8月31日（安政6年8月4日） - 九条幸経、江戸時代後期の公卿（* 1823年）
- 9月15日 - イザムバード・キングダム・ブルネル、エンジニア（* 1806年）
- 10月9日（安政6年9月14日） - 梅田雲浜、若狭小浜藩士（* 1815年）
- 10月12日 - ロバート・スチーブンソン、土木技術者・鉄道技師（* 1803年）
- 10月19日（安政6年9月24日） - 佐藤一斎、儒学者（* 1772年）
- 10月22日 - ルイ・シュポーア、作曲家・ヴァイオリニスト・指揮者（* 1784年）
- 11月1日（安政6年10月7日） - 橋本左内、越前藩士（* 1834年）
- 11月1日（安政6年10月7日）- 頼三樹三郎、儒学者・尊皇家（* 1825年）
- 11月21日（安政6年10月27日）- 吉田松陰、思想家（* 1830年）
- 11月28日 - ワシントン・アーヴィング、小説家（* 1783年）
- 12月16日 - ヴィルヘルム・グリム、言語学者・文学者（* 1786年）